# Daisy Diamond
Daisy Diamond è un film danese del 2007 diretto da Simon Staho.

## Trama
Anna, una ragazza adolescente cresciuta in una famiglia benestante, è anche ferocemente ambiziosa e sogna una sola cosa: diventare attrice. Un giorno, Anna decide di fare le valigie e partire, senza dirlo a sua madre o suo padre. Si trasferisce dalla Svezia a Copenaghen in Danimarca per perseguire il suo sogno. Tuttavia, quando arriva in città, il destino ha in serbo qualcos'altro per lei. Anna scopre che presto diventerà madre. Più tardi, dopo aver dato alla luce una bambina, cerca ancora una volta di inseguire il suo sogno. Indubbiamente talentuosa, ha un problema: essere la madre single di un bambino di 4 mesi. Non riesce a conciliare la sua aspirazione alla recitazione con il fornire alla bambina un ambiente sano e sicuro in cui crescere. Dovendo portare il suo bambino con sé alle audizioni, il pianto della bambina fa sì che Anna non riesca ad ottenere nessuna parte. Divisa tra i suoi doveri di madre, la sua passione per la recitazione e il bisogno di guadagnare denaro, Anna è spinta al limite della sua pazienza - con tragiche conseguenze: affoga il suo bambino in una vasca da bagno. Quella che segue è una spirale discendente: inizia a lavorare come prostituta e, con il nome d'arte "Daisy Diamond", finisce a recitare in squallidi film pornografici.

## Accoglienza
Jonathan Holland di Variety scrisse che "[i] primi cinque minuti di Daisy Diamond contengono un'iniezione in primo piano e uno stupro, [dopo di che] le cose si fanno solo più cupe".
Nonostante la recensione negativa di Variety, il film venne selezionato in concorso al San Sebastián International Film Festival e Noomi Rapace fu lodata per la sua interpretazione della problematica Anna. Secondo la stessa pubblicazione, "Rapace offre una performance superbamente impegnata in un ruolo impegnativo, l'attrice deve esporsi fisicamente ed emotivamente". In Danimarca l'attrice vinse i due principali premi cinematografici (Bodil e Robert) nella categoria "miglior attrice".

## Controversie
Il film ha ricevuto critiche per i presunti abusi occorsi a un attore bambino durante la produzione.